# Collective du bioéthanol
La collective du bioéthanol a été créée en décembre 2007 par France Betteraves, Passion Céréales et le Syndicat national des producteurs d’alcool agricole (SNPAA). La collective du bioéthanol s'est donné pour mission d'informer sur les enjeux environnementaux et sociétaux de ce biocarburant produit dans les régions françaises.
L'objectif des producteurs agricoles et industriels du bioéthanol est de travailler ensemble pour répondre à l'objectif d'incorporation de 7 % de bioéthanol dans l'essence en 2010,, comme prévu par le gouvernement français lors du Grenelle de l'environnement et de promouvoir l'utilisation du bioéthanol comme l'un des moyens immédiatement disponibles pour diminuer les émissions de gaz à effet de serre des transports.

## Positions
La collective du bioéthanol a salué les mesures prises au niveau européen en matière de biocarburants. La stratégie de développement de ces derniers a été concrétisée par trois directives en 2003. La directive « promotion des biocarburants » qui a établi les objectifs d'incorporation, la directive « taxation des énergies » qui autorise les États membres à appliquer une exonération partielle ou totale des accises sur les biocarburants et la directive « Qualité des carburants » établissant les spécifications techniques des carburants et permettant de rendre effective l'incorporation des biocarburants, particulièrement de l'éthanol, dans l'essence.
Elle appuie également le fait qu'en tant que première puissance agricole de l'Union européenne, la France est particulièrement concernée par le développement d'une filière bioéthanol compétitive. Ses surfaces agricoles disponibles permettent notamment de répondre aux besoins énergétiques de la France sans toucher à la fonction première de son agriculture qui est l'alimentation.